# Мејбанк (Тексас)
Мејбанк (енгл. Mabank) град је у америчкој савезној држави Тексас. По попису становништва из 2010. у њему је живело 3.035 становника.

## Демографија
Према попису становништва из 2010. у граду је живело 3.035 становника, што је 884 (41,1%) становника више него 2000. године.
| Група             | 2000.         | 2010.         |
| Белци             | 1.883 (87,5%) | 2.549 (84,0%) |
| Афроамериканци    | 110 (5,1%)    | 121 (4,0%)    |
| Азијати           | 2 (0,1%)      | 36 (1,2%)     |
| Хиспаноамериканци | 124 (5,8%)    | 263 (8,7%)    |
| Укупно            | 2.151         | 3.035         |